# 邁巴赫河
51°53′34.58″N 8°11′13.99″E / 51.8929389°N 8.1872194°E
邁巴赫河（德語：Maibach），是德國的河流，位於該國西部，處於北萊茵-威斯特法倫州，屬於阿克斯特巴赫河的左支流，河道全長7.5公里，流域面積11.7平方公里。